# Einhorn (Fuhrwerk)

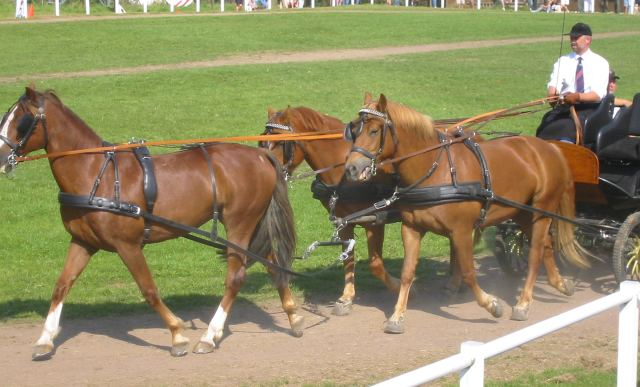
Anspannung als Einhorn

Als Einhorn oder Unicorn bezeichnet man eine Anspannung, bei der vor zwei Pferden an der Deichsel mittig ein drittes geht.
Die Zugstränge des Vorderpferdes sind dabei an einem am Viererzughaken der Deichsel angehängten Ortscheit befestigt. Zum Einhornfahren wird neben einer normalen Zweispännerleine eine Tandem-Vorderleine für das Vorderpferd benutzt.